# Funes (Navarra)
Funes ist ein Ort und eine Gemeinde (municipio) mit 2.558 Einwohnern (Stand: 2024) in der autonomen Gemeinschaft Navarra im Norden von Spanien. Im Gemeindegebiet liegt die Wüstung Peñalen.

## Lage und Klima
Funes liegt auf einer Anhöhe am Río Arga in ca. 315 m Höhe und ist ca. 70 km (Fahrtstrecke) in südsüdwestlicher Richtung von der Regionalhauptstadt Pamplona entfernt. Das Klima ist gemäßigt bis warm; Regen (ca. 475 mm/Jahr) fällt übers Jahr verteilt.

## Bevölkerungsentwicklung
| Jahr      | 1970 | 1981 | 1991 | 2001 | 2011 | 2021 |
| Einwohner | 1828 | 1950 | 2150 | 2268 | 2499 | 2455 |

## Sehenswürdigkeiten

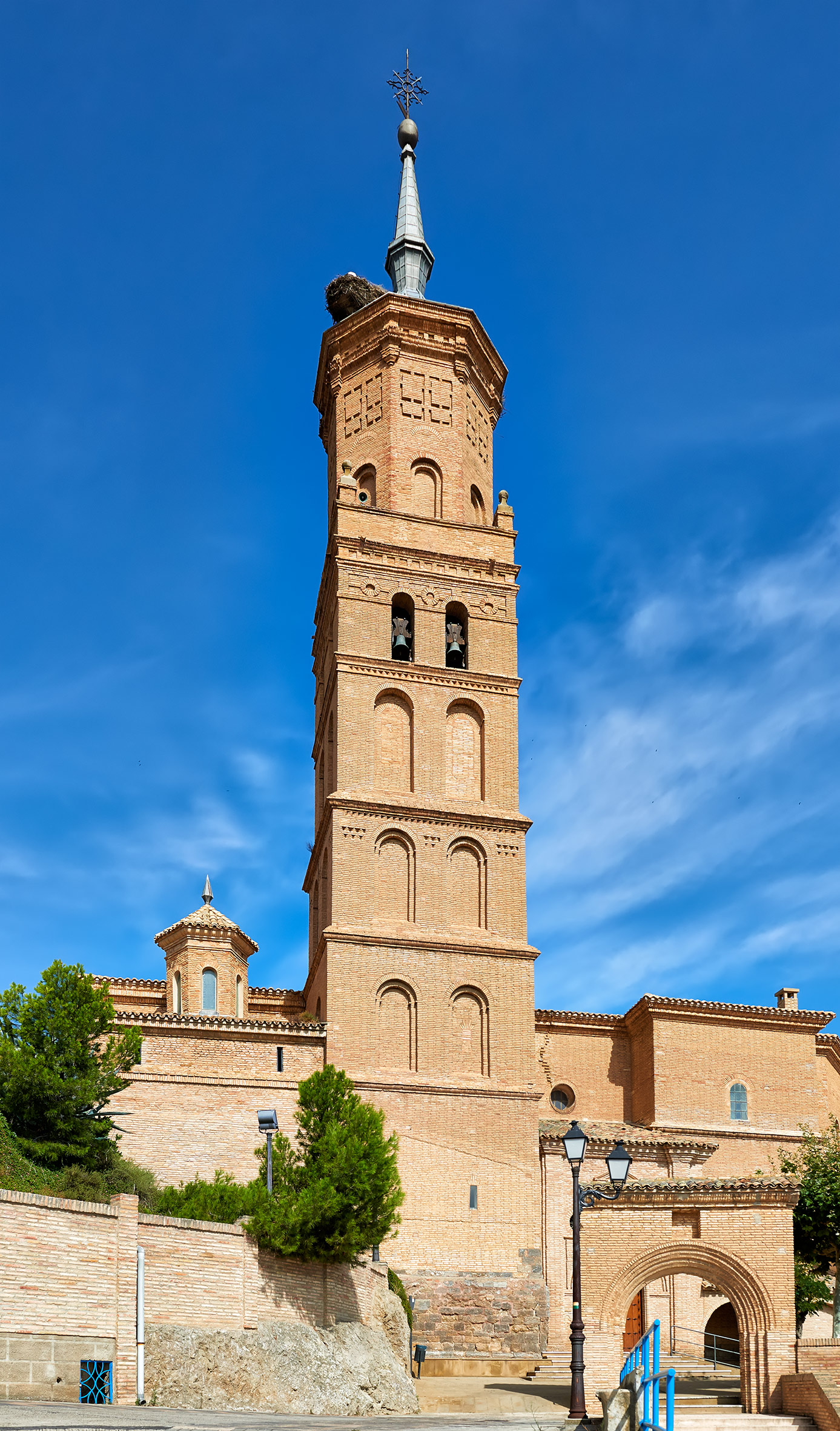
Jakobuskirche

- Jakobuskirche

## Persönlichkeiten
- Francisco Ximenes de Texada (1703–1775), 69. Großmeister des Malteserordens
- Elías Terés (1915–1983), Arabist
- Francisco Javier Aramendia (* 1986), Radrennfahrer
- María Díaz Cirauqui (* 1995), Fußballspielerin